# 빅토르 즈다노비치
빅토르 프란체비치 즈다노비치(러시아어: Ви́ктор Фра́нцевич Ждано́вич, 1938년 1월 27일~)는 소련의 펜싱 선수로 주 종목은 전 플뢰레이다. 올림픽에 3회 참가했고 1960년 하계 올림픽 남자 플뢰레 개인전과 단체전 우승을 달성했다. 또한 1964년 하계 올림픽에서 단체전 금메달을 획득했다.